# Colobothea styligera
Colobothea styligera är en skalbaggsart som beskrevs av Bates 1865. Colobothea styligera ingår i släktet Colobothea och familjen långhorningar. Inga underarter finns listade i Catalogue of Life.